# Sthens Sogn
Sthens Sogn er et sogn i Helsingør Domprovsti (Helsingør Stift). Sognet er opkaldt efter Hans Christensen Sthen.
Sthens Kirke blev indviet i 1983. Allerede 1. december 1977 var Sthens Sogn udskilt fra Sankt Olai Sogn, som havde  ligget i Helsingør Købstad, og fra Egebæksvang Sogn, som i 1928 var udskilt fra Tikøb Sogn, der hørte til Lynge-Kronborg Herred i Frederiksborg Amt. Tikøb sognekommune, der også omfattede Egebæksvang Sogn, var ved kommunalreformen i 1970 indlemmet i Helsingør Kommune, som Helsingør Købstad var kernen i.
I sognet findes følgende autoriserede stednavne:
- Borupgård (ejerlav, landbrugsejendom)
- Helsingør Overdrev (bebyggelse, ejerlav)
- Meulenborg (bebyggelse, ejerlav)
- Rørtang (bebyggelse, ejerlav)